# Vedrine
Vedrine falu Horvátországban Split-Dalmácia megyében. Közigazgatásilag Triljhez tartozik.

## Fekvése
Splittől légvonalban 27, közúton 42 km-re északkeletre, Sinjtől légvonalban 12, közúton 15 km-re délkeletre, községközpontjától 2 km-re keletre a dalmát Zagora területén, a Sinji mező délkeleti szélén, a Kamešnica-hegység délnyugati lábánál, a Cetina bal partján fekszik.

## Története
Területe már a kora középkorban lakott volt. A legértékesebb leletegyüttes a településhez tartozó Dukić temetőjéből került elő. Itt a 8. századból származó aranytárgyakat, nyakláncot, három pár fülbevalót, gyűrűt, és két arany gombot találtak, melyeket ma a spliti régészeti múzeumban őriznek. A település nevével a 15. században I. Mátyás magyar király 1480. július 25-én kiadott adománylevelében találkozhatunk először, amikor a poljicaiaknak adja Košute és Vedrine falvakat. A török 1513-ban szállta meg ezt a vidéket és csak 1686-ban Trilj környékével együtt szabadult fel a török uralom alól, de az 1699-es karlócai béke ismét török kézen hagyta. Végleges felszabadulása csak az újabb velencei-török háborút lezáró pozsareváci békét követően 1718-ban történt meg, mely az új határt a Kamešnica-hegységnél húzta meg. A velencei uralom első éveiben telepítették be Hercegovinából és Poljicáról érkezett keresztény lakossággal. A velencei uralomnak 1797-ben vége szakadt és osztrák csapatok vonultak be Dalmáciába. 1806-ban az osztrákokat legyőző franciák uralma alá került, de Napóleon lipcsei veresége után 1813-ban újra az osztrákoké lett. 1857-ben 188, 1910-ben 415 lakosa volt. 1918-ban az új szerb-horvát-szlovén állam, majd később Jugoszlávia része lett. A második világháború idején a Független Horvát Állam része lett. A háború után a szocialista Jugoszláviához került. 1991 óta a független Horvátországhoz tartozik. 2011-ben a településnek 851 lakosa volt.

## Lakosság
| Lakosság változása | Lakosság változása | Lakosság változása | Lakosság változása | Lakosság változása | Lakosság változása | Lakosság változása | Lakosság változása | Lakosság változása | Lakosság változása | Lakosság változása | Lakosság változása | Lakosság változása | Lakosság változása | Lakosság változása | Lakosság változása |
| ------------------ | ------------------ | ------------------ | ------------------ | ------------------ | ------------------ | ------------------ | ------------------ | ------------------ | ------------------ | ------------------ | ------------------ | ------------------ | ------------------ | ------------------ | ------------------ |
| 1857               | 1869               | 1880               | 1890               | 1900               | 1910               | 1921               | 1931               | 1948               | 1953               | 1961               | 1971               | 1981               | 1991               | 2001               | 2011               |
| 188                | 620                | 368                | 299                | 356                | 415                | 646                | 464                | 480                | 479                | 481                | 545                | 759                | 735                | 779                | 851                |

## Nevezetességei
A dukići 8. századi aranylelet a spliti régészeti múzeumban látható.

## Oktatás
A településen a trilji alapiskola négyosztályos kihelyezett tagozata működik.